# サウナ

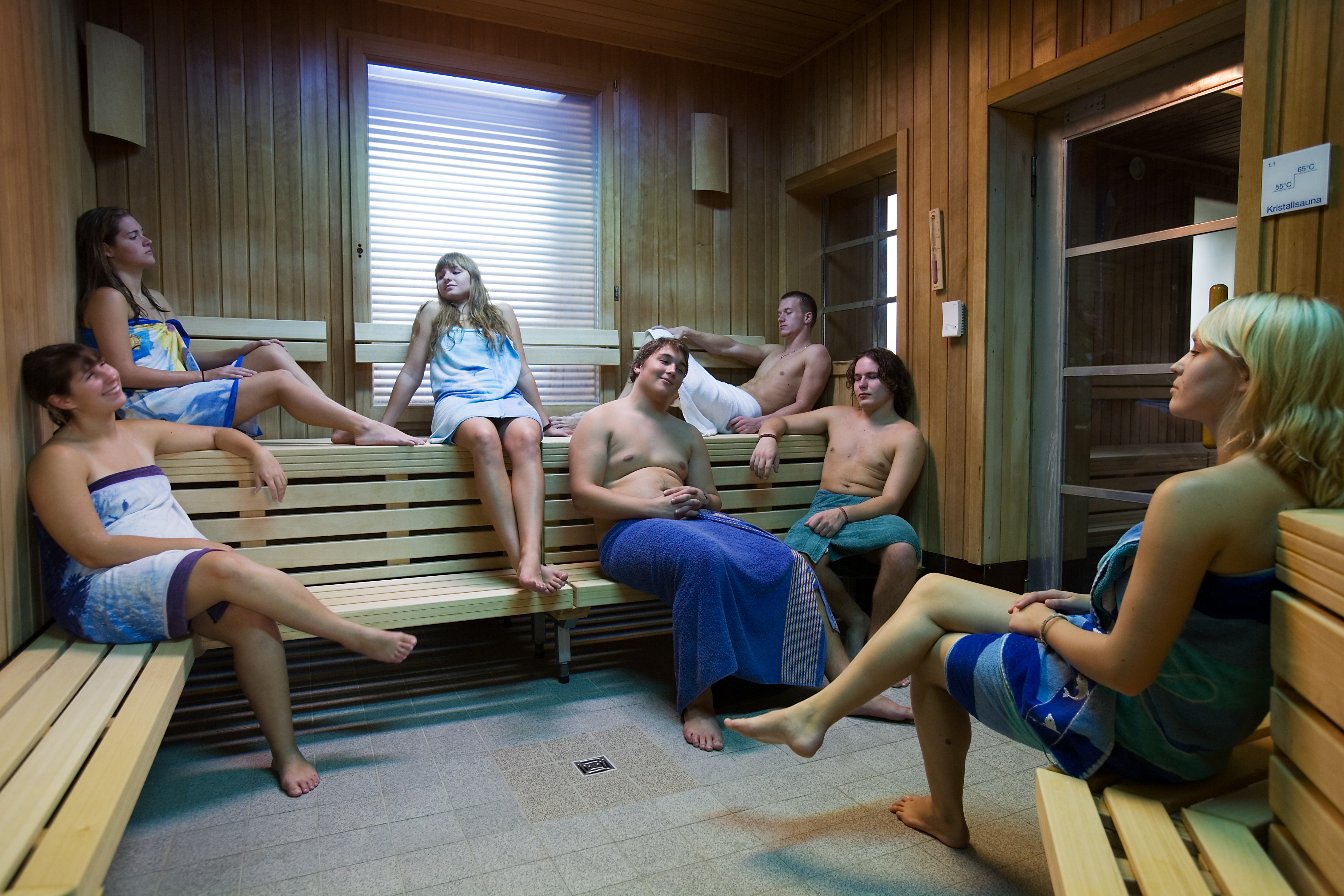
サウナを楽しむ人々（ドイツのミュンヘン）

サウナ（芬: sauna）は、蒸し風呂とも称する蒸気浴・熱気浴の一種で、フィンランドが発祥とされる。日本ではサウナ風呂（サウナぶろ）とも呼ばれる。サウナストーン（石）を積み上げたストーブを高温に加熱して水をかけるなどして水蒸気を発生させ、室内の温度と湿度を高める。室内の温度は約50 - 120 ℃以上程度に設定する。サウナで汗をかいた後は水風呂や外気などを浴して身体を冷まし、ゆっくり休憩したのちに再び入浴する温冷交代が一般的である。フィンランド、バルト三国、ロシアを中心に伝統的に利用され、近年は世界各国で用いられる。

## 概要
蒸し風呂の文化自体は古来、日本を含む世界各地にあった。瀬戸内の石風呂、京都の竈風呂、滋賀県の桶風呂、古代ローマ帝国のテピダリウム（微湿浴室）とラコニクム（発汗室）、オスマン帝国などイスラム教圏のハマム、ロシアのバーニャ、メキシコのテマスカル、朝鮮半島の汗蒸（ハンジュン、한증）などである。
発汗浴に関する最初の文献は紀元前5世紀、古代ギリシアの歴史家ヘロドトスの『歴史』に記されている。土を掘った穴に熱した石を敷き詰め、その上をフェルトのテントで覆ったスキタイ族の蒸し風呂が伝統的埋葬、屍体の洗浄に使われていたことが書かれている。

## サウナ

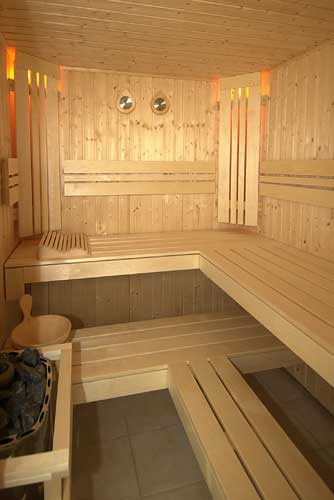
サウナ室の内部

室内を高温に設定したサウナ室に、生地の厚めなダウン、全裸のほかに水着やタオルを用いて入室し、身体を温めて発汗を促す。温冷交代浴が一般的である。
汗を大量にかくため水分補給が不十分だと脱水症状に陥ったり、温冷交代に伴う寒暑の急激な変化でヒートショック現象を起こしたりするリスクがある。このため医学の専門家や日本の業界団体が、目的や体調に合わせて無理をせず、サウナ、水風呂、外気浴、休憩を順に数回繰り返す利用することを推奨している。

### あまみ
サウナと水風呂の交代浴により皮膚に発現する赤いまだら模様の斑点を指す。富山県の方言で、本来は火などを使って火傷した際にできる斑点や赤い跡を指す言葉である。あまみはすぐ消滅することもあれば、2日程度残る場合もある。あまみの発現は日本やフィンランドで、良いサウナであるか、しっかり身体が温まったか否かの目安と見る者もいる。

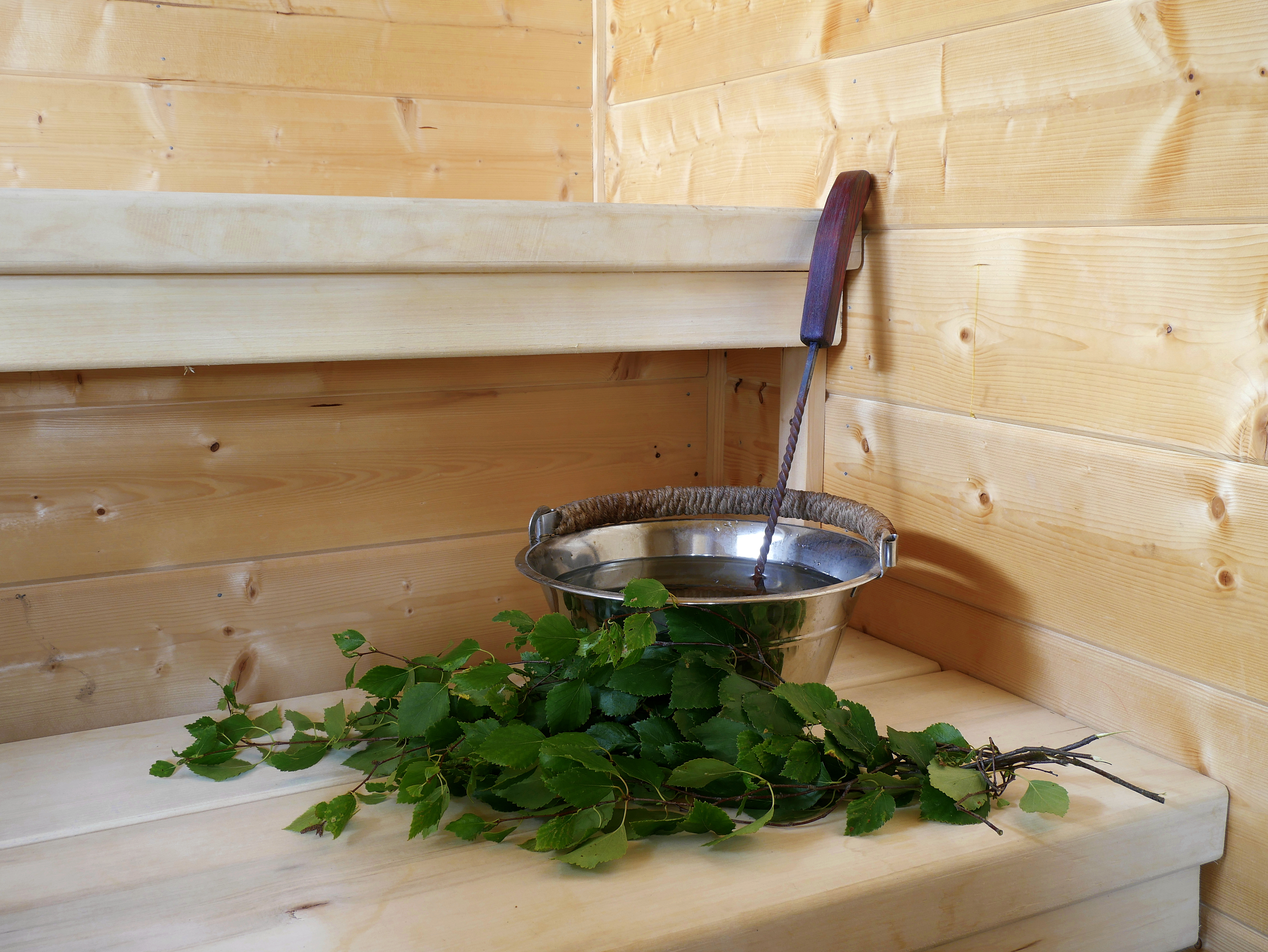
サウナで使われるバケット（バケツ）とラドル（柄杓）と、白樺の枝葉を束ねたヴィヒタ

### ロウリュ
ロウリュ（芬: löyly）は熱せられたサウナストーンに水をかけ蒸気を出し湿度を上げる行為、またはその蒸気そのもののことである。ロウリュによってサウナ室内に水蒸気が発生すると、湿度が上がり体感温度が一気に高まる。
ロウリュによる効果
- 発汗作用
- 湿度上昇によって息苦しさや肌へのピリピリ感を抑え体への負担の軽減
- アロマ水等を使うことで香りを楽しむリラックス効果

### アウフグース
アウフグース（独: aufguss）とはサウナ室内でロウリュを行なった後に、立ち昇った蒸気をタオル等でサウナ室内に蒸気を撹拌させながらあおぎ、サウナ客へ熱い風を送ることである。日本では当初アウフグースのことをロウリュと呼ばれていたことがあり混同されている場合があるが、近年は正しい表記をするべきと区別されるようになりつつある。
アウフグースを行う者はアウフグースマスターやアウフギーサー (aufgießer) などと呼ばれる。日本では施設や人によりアウフグースを熱波、アウフギーサーを熱波師と呼ばれている。
多様なアロマを使用し、タオルをジャグリングのように回しその技術をショー的に音楽や映像と同期させたエンターテイメント性の高いパフォーマンスを行うアウフギーサーもおり、それはショーアウフグースと呼ばれる。。

### ウィスキング
バルト三国とロシアを中心にウィスキングと呼ばれる、ヴィヒタ（ロシア語ではヴェーニク）を使ったサウナトリートメントのサービスを行っている。白樺以外にも多様な植物が利用される。

### サウナにおける混浴

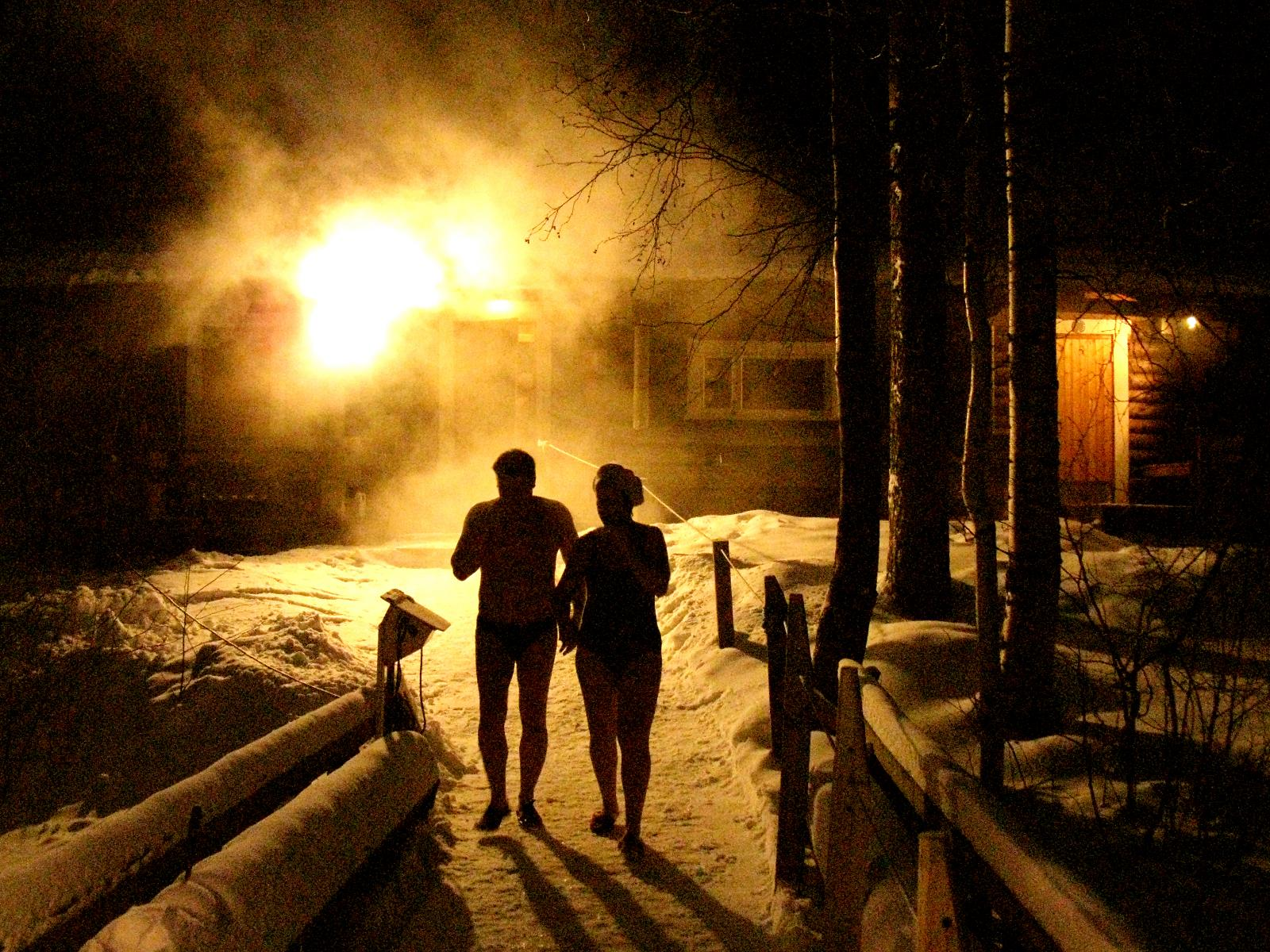
水着姿でサウナへ向かう男女（フィンランド）

フィンランドのパブリックサウナでは浴場は男女別となっており、水着は着用せず全裸での入浴となっている。男女混浴のサウナでは水着着用となっている。プライベートサウナや貸し切りのサウナでは混浴することもあるが、あくまで家族や仲の良い友人たちとである。ドイツではパブリックサウナでも全裸で男女混浴となっている。
日本では入浴施設内にサウナが設置されていることが多く全裸での男女混浴であることはないが、水着着用を前提としたサウナの混浴施設は都市部を中心に増えている。

### 子供のサウナ入浴
日本の温浴施設・サウナ施設は、子供の入店制限や施設へ入店は可能だがサウナ室の立ち入りを制限する場合がある。フィンランドの研究では、特に5歳以下の子供は体温調節機能が未熟でありサウナや水風呂への入浴は危険がある。子供は身体の不調を自覚して言語で訴えることが難しい場合があるため親が見守る必要がある。
厚生労働省は2020年12月に、子供の公衆浴場での混浴について衛生管理要領を見直し、「おおむね10歳以上の男女を混浴させないこと」から「7歳以上」に引き下げた。多くの自治体が混浴可能年齢を改定した。

### サウナ入浴時の禁忌や注意点
- 高血圧の方の長時間の高温浴

- 生活習慣病（糖尿病、脳卒中の既往症、心臓病、高血圧等の慢性病）のある方の温冷交代浴

- 飲酒・泥酔状態での入浴

が禁忌とされる。このほか極度の疲労、発熱時や入浴中に異常を感じた時なども入浴は控えるべきとされている。食後の満腹状態での入浴は胃腸等の消化器系へ集中している血液が分散され健康上良くないため、1 - 2時間程度の食休みを挟んでからの入浴が推奨されている。
冷浴時は、自然の湖沼や河川に入る場合を含めて、溺れないよう注意することも必要である。

## サウナの種類

### 中世以前のサウナ

#### ダグアウトサウナ
石器時代の最も原始的なサウナで、テントサウナに近い形状をしていた。掘った穴の中に木で骨組みを組み立てて、動物の皮などでカバーする。熱した石積みストーブというものがあって蒸気を作るために水を投入し温度や湿度を調整するなど、ロウリュウの原型となるものも存在していた。石器時代はフィン人が各地を転々と狩猟しながら移動しており、組み立てと解体が容易なこの種類が使われた。

#### マーサウナ（アースサウナ）
農業や牧畜が始まり、定住生活が始まったころの地中サウナのこと。現在のサウナの原型とされる。小高い丘の地中に穴を掘り、その中に小さい小屋を建てる。石で作った炉とベンチ、屋根の上に土を載せて草を生やしたトゥルペ (TURPE) と称する形式であった。

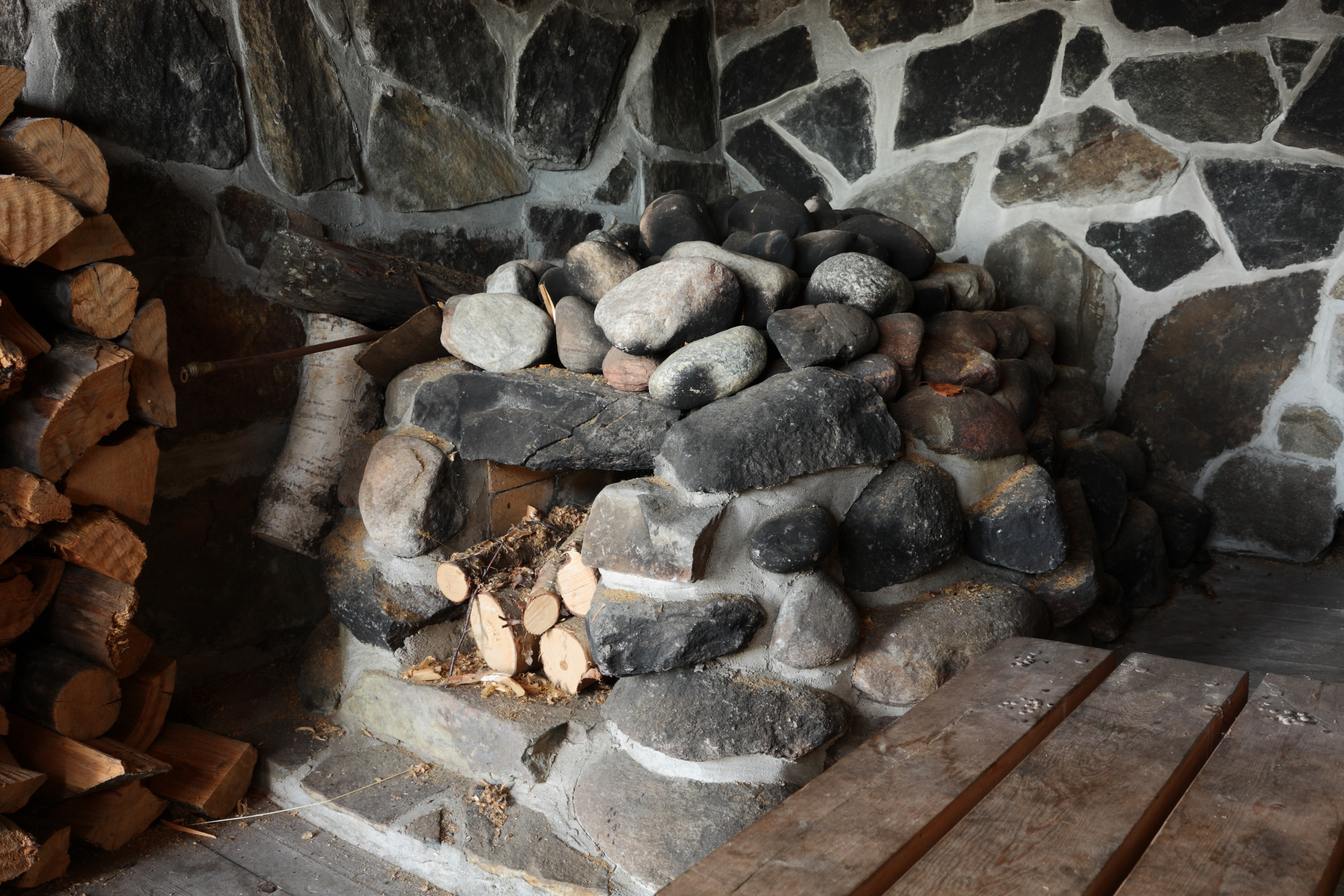
スモークサウナで使われていた石積みストーブ

#### スモークサウナ
フィンランド語でサブサウナ（SAVUSAUNA）と称する、煙を使ったサウナである。煙突のない小屋で薪を焚き煙と熱を充満させ、室内が暖まったら煙を排出して入浴する。約1000年間、主要なサウナとして使われてきたが、第二次世界大戦後に人気がなくなり衰退する。1980年代に再び復活したが、推定ではスモークサウナの数は30,000程度であり、これは現在のフィンランドサウナ総数の1 ％に過ぎない。
日本では長野県のフィンランドビレッジにスモークサウナが設置されている。

### 近現代のサウナ

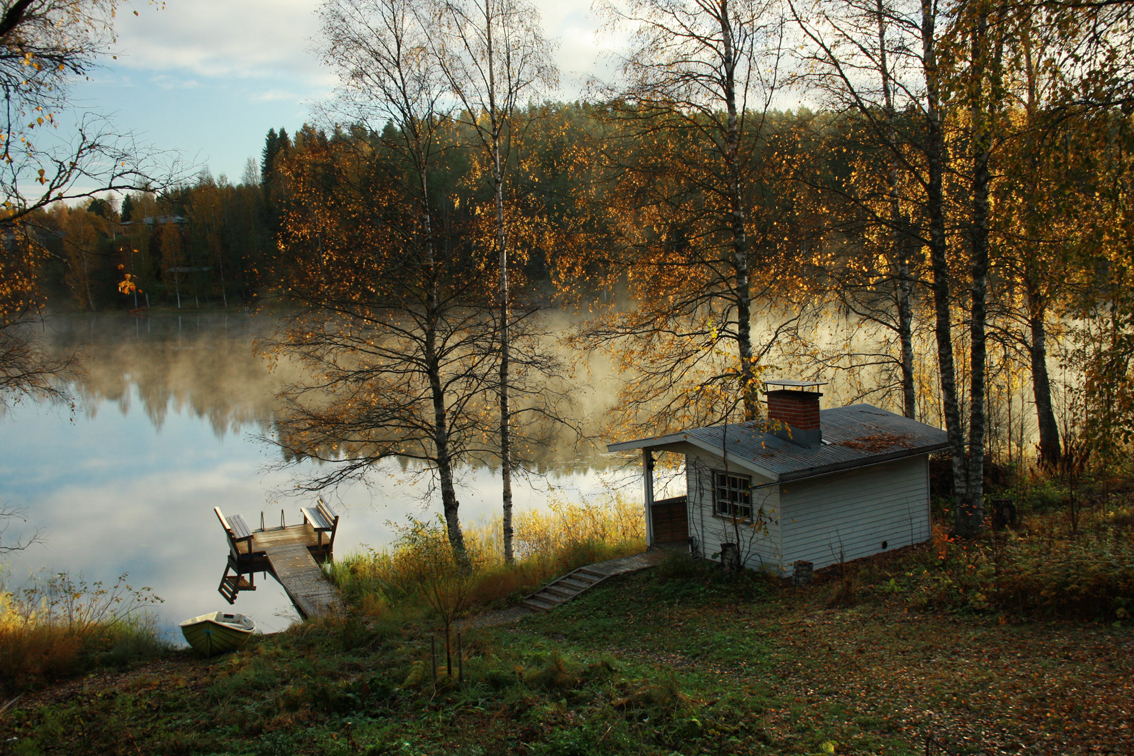
湖畔にあるフィンランドのサウナ小屋

1900年代になると様々なサウナストーブが誕生し、煙突を使った薪ストーブも使われ始める。電気ストーブやガスを使ったストーブも使われ始め現在の形となる。
サウナは乾式（ドライサウナ）と湿式（ウェットサウナ）の2種類に大きく分けることが出来る。乾式サウナの特徴は温度が高く、湿度が低くなっている。日本ではこのドライサウナが多くある。湿式サウナはドライサウナと比較して温度が低く湿度が高いものを指す。

#### 遠赤外線サウナ（コンフォートサウナ）
遠赤外線ヒーターを使ったドライサウナの一種で、日本で最も多いタイプ。遠赤外線で入浴者を直接温める。温度は70 - 100 ℃程度のものが多い乾式サウナ、蒸気皿等で湿度調整しているものはコンフォートサウナとも呼ばれる。

#### フィンランド式サウナ
フィンランドでの一般的なサウナの形態である。サウナストーブの上にサウナストーンを並べ、空気とサウナストーンを熱する。ロウリュウで蒸気を発生させ熱い空気と蒸気で入浴者を温める。温度は80 - 90 ℃程度、セルフロウリュウが出来る場合は湿度を自分で調整できる。

#### ロッキーサウナ
フィンランド式サウナの一種で、サウナストーンがストーブの上に山積みされている。大量のサウナストーンを金属の網でケージングし、立体的なサウナストーブを製造しているメーカーもある。

#### ケロサウナ
フィンランド式サウナの一種で、サウナ室の木材にケロが使用されている。ケロとは樹齢200年以上のパイン（欧州赤松）が立ち枯れた木材のことである。非常に希少で、フィンランド内でもとても高価な天然木となっている。

#### ボナサームサウナ
壁や腰掛けるベンチの下にサウナストーブが格納されているサウナのこと。ベンチの下格納されているため、サウナ室内のスペースを広く使うことが出来る。自動給水装置で湿度を調整しているタイプもある。

#### 薪サウナ
薪ストーブを使用したサウナのこと。日本のパブリックサウナでは薪ストーブを使ったサウナはほとんど見られない。逆にテントサウナでは薪ストーブが多く使われている。

#### ミストサウナ・スチームサウナ
温度は50 - 60 ℃程度、水蒸気や霧で室内を満たし湿度は80 - 100 ％となる。マイルドに体が温まるため、熱さが苦手な人に向いている。
薬草を使った薬草サウナもこの分類に当てはまる。

#### 塩サウナ
塩を皮膚に塗りながらサウナに入る、50 ℃程度の低温のものが多い。

#### アイスサウナ
1、クールダウンを目的とした-20 ℃近くの小部屋を指す。サウナや岩盤浴などに設置されている。
2、フィンランドなどで冬季限定で設置される、氷の壁で作られたサウナのこと。クールダウン目的ではなく、中にストーブを設置し通常のサウナ同様暖まるためのものである。

#### 家庭用サウナ

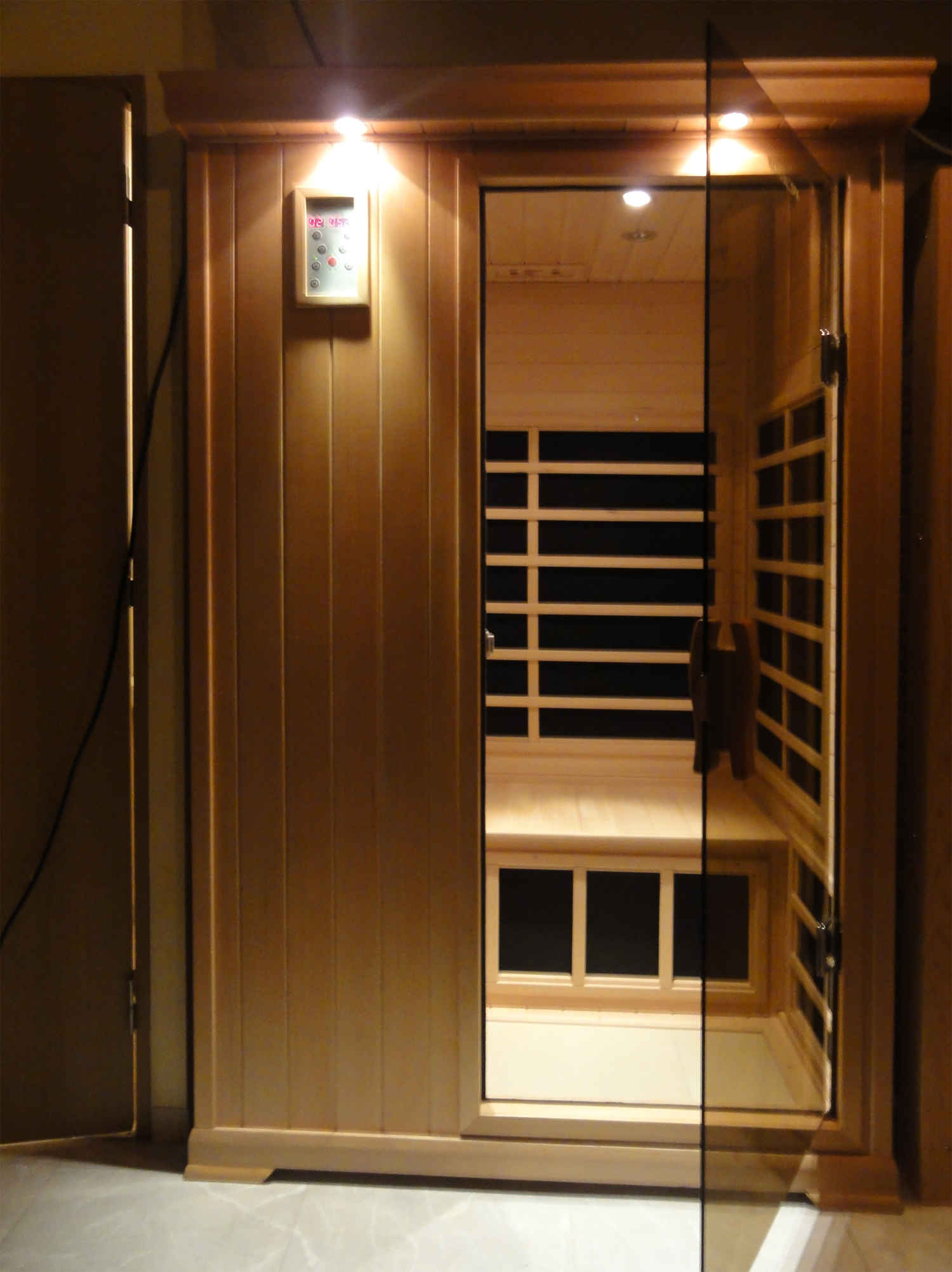
小型の家庭用サウナ（神戸メディケア製）

家庭で使用するサウナ。電話ボックスのような一人用や少人数用が主流を占め、遠赤外線やミストサウナなどもあり、多くのメーカーが発売している。

#### 簡易式フードサウナ
簡易フードに入り、顔だけ出してサウナ浴を行う。家庭用サウナと同じく遠赤外線方式とスチーム方式がある。個人で購入するサウナとしては一番手軽である。

#### テントサウナ
個人で持ち運びできるよう、名前の通りテントスタイルのサウナである。個人でアウトドア利用はもちろん、サウナフェスやイベントなどでも利用されている。断熱性の高いテントの中をストーブで温める。注意点は換気が必須なので必ずサウナ用のテントを使うほうが良いのと、一酸化炭素中毒の対策として一酸化炭素チェッカーが必要である。

#### サウナトレーラー
トレーラー（被牽引車）をサウナに改造したもの、テントサウナ同様個人やイベント等で利用されている。2022年には、路線バスで使用された車体をリノベーションしたサバスが登場した。
日本国内でプールなどに設置される40 - 60 ℃に設定した採暖室はサウナに該当しない。レジャー施設などで浴場としてサウナを設置しているところもある。

## フィンランドのサウナ文化

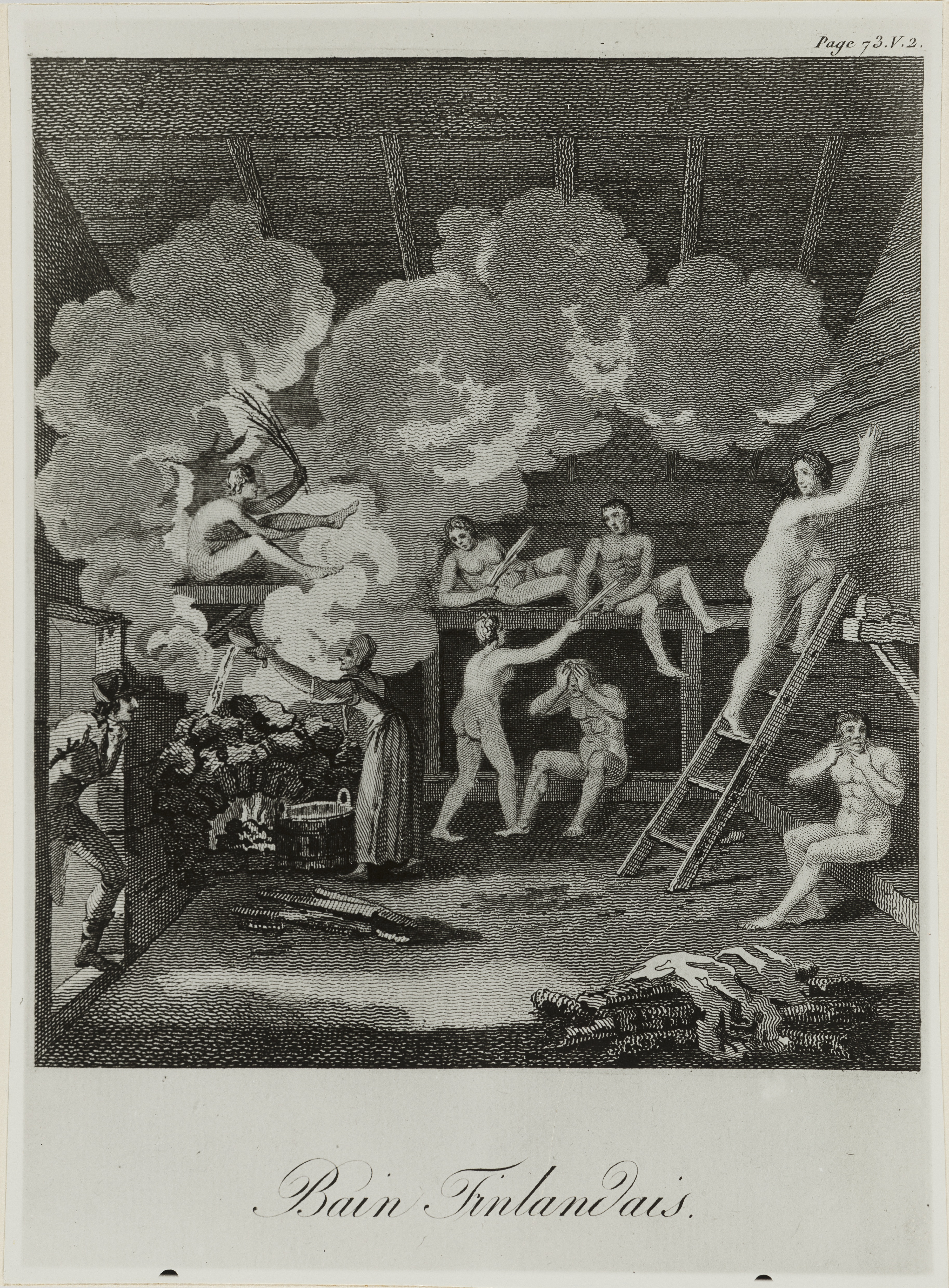
BainFinlandais.1799年イタリア人旅行家のジュゼッペアセルビ（Giuseppe Acerbi）のイラスト。スモークサウナ内の様子。

サウナ (SAUNA) は世界で共通して利用されている言葉であり、他の言語に翻訳されることなく世界中に広まった唯一のフィンランド語である。
フィンランドには500万の人口に対して300万のサウナがあり、世界一のサウナ大国とされている。一戸建ての住宅はもちろん市内の小さいアパートまでサウナはあり、生活に根付いた利用がされている。湖畔にあるサマーコテージや、スイミングプールやジムなどあらゆる場面で利用することができる。フィンランドで2番目に大きい都市タンペレは「サウナキャピタル（サウナの首都）」とも称されている一方で、ヘルシンキ市内には、2016年に世界初のサウナ観覧車が登場している。
2020年12月に、エストニア ヴォル県のスモークサウナの伝統とフィンランドのサウナ文化がそれぞれユネスコ無形文化遺産に登録された。

### フィンランドのサウナの発達
サウナの起源はフィンランド国内でも諸説あり、決定的な起源は分かっていない。フィンランド民族の起源が数千年前の中央アジアにあり、その頃からサウナ浴は行われていた。ダグアウトサウナと呼ばれるもので、簡単なテントサウナのような形であった。遊牧の生活を営んでいたフィンランド民族は、徐々に西に移動を開始し、ロシアの南を北上し、リトアニア、ラトビア、エストニアを経て最終的に現在の地域に達している。マーサウナ（アースサウナ）を経てスモークサウナが登場する。
古代ローマ人や古代ギリシャ人は入浴好きとされており、ヨーロッパ各地に入浴施設が建設された。だが蛮族の侵入により水道施設や浴場が破壊されたことと、キリスト教文化によって入浴文化は衰退する。教会は体の清潔は精神的清浄を意味すると考える一方、裸体で浴槽につかっていることは肉欲にも繋がると否定的だった。中世の医学でも、入浴により皮膚の表面から水の悪い成分が体内に入ると信じられた。
フィンランドでは10世紀頃に隣国のスウェーデンやロシアの干渉が始まり、13世紀にスウェーデン領となる。スウェーデンはフィンランドにキリスト教をもたらしフィンランド文化に大きな影響を与えたが、フィンランドのサウナ入浴には性的な意味合いが全くなく、精神の浄化作用を目的とした神聖な行為として認められていた。フィンランドの教会もサウナの促進をしていた。
1900年代に煙突を利用したストーブが登場し、第二次世界大戦後はスモークサウナの人気は衰退する。1950年代末から69年代にかけて電気ストーブが一般家庭でも用いられると、手軽さからサウナ離れから回帰を生み、都市部の高層住宅や海外でサウナ設置も容易となった。
フィンランドのサウナが世界的に注目されたのは、1936年ベルリンオリンピックがきっかけである。選手村にフィンランド選手団がサウナを持ち込み注目を集めた。

### 神聖な場所としてのサウナ
煙と熱によって殺菌されているサウナ室は、村や家の中で最も清潔な場所で、古来より出産や治療、手術、埋葬前の屍体を洗う場所として使われてきた。サウナは神聖な場所として扱われ、今でも名残として大きな声で話したり笑ったり、手をたたくなどの行為や口笛、悪態は禁止されている。

### サウナの小人・妖精
トントゥ (tonttu) とは、北欧の民間伝承に登場する妖精である。サウナトントゥ (Saunatonttu) はサウナに住む妖精で、サウナと同じくらいの歴史があるとされている。フィンランドの古い言い伝えではサウナトントゥは黒く目が一つしかない50cm程度の大きさで、いつもサウナストーブの裏に住んでいるとされている。サウナとサウナを使う人を守ることを重要な仕事としており、サウナの守り神とされている。サウナトントゥはすべての人がサウナに入った後にサウナを使うとされている。サウナトントゥが最後に入るので、常にサウナの中を清潔に掃除しておこうと子供達に言い聞かせることもある。特にクリスマスイブにはサウナを使う人間はいつもより早めに出て、後でトントゥ達がサウナを楽しめるようにしてあげるという慣習もある。

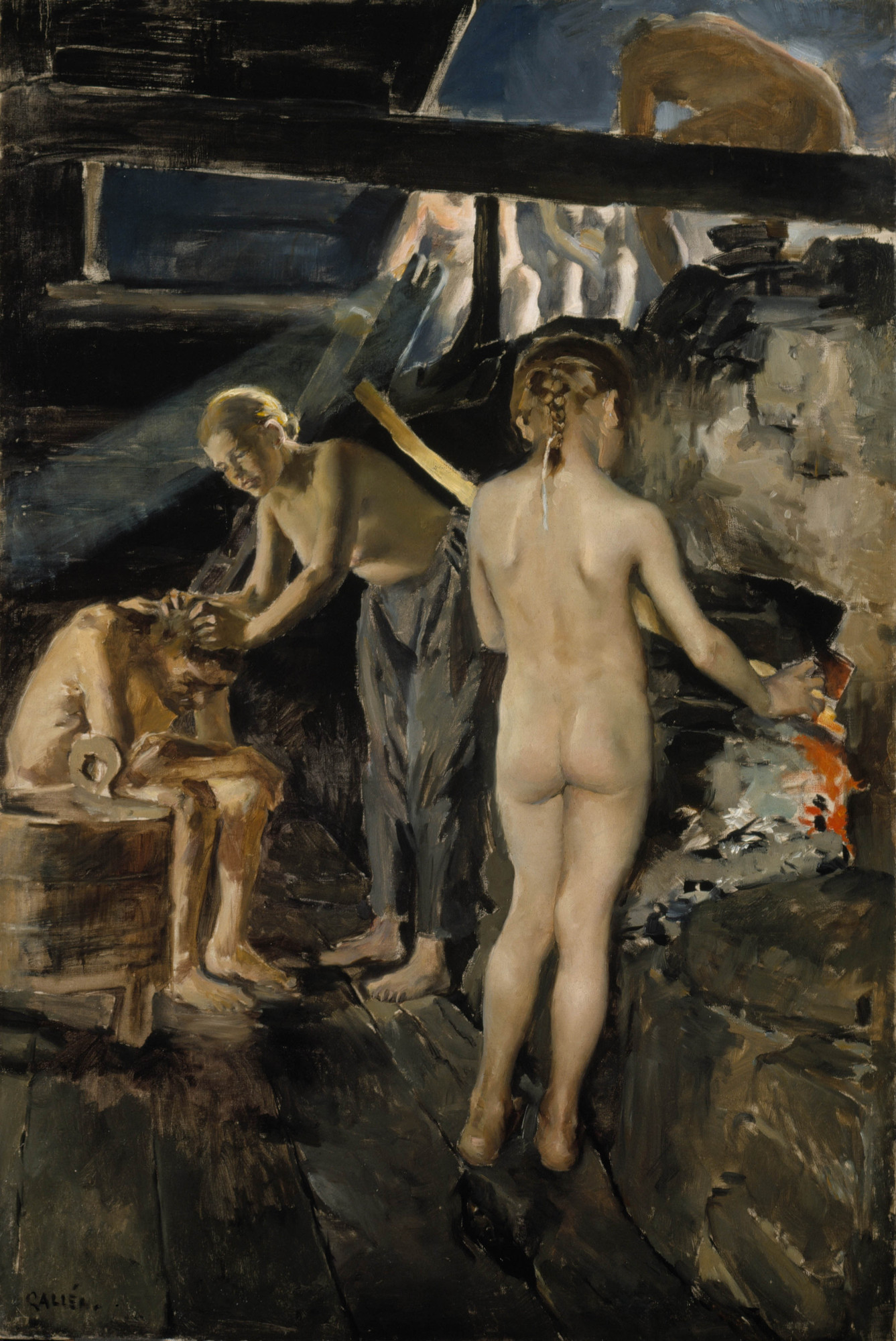
「サウナにて」フィンランドの画家、アクセリ・ガッレン＝カッレラの1889年の作品。教会に行く前の花嫁がサウナに入り、三つ編みにした髪を切って薪にくべている。

### サウナ外交
第二次世界大戦後のフィンランドは敗戦国となり、議会制民主主義と資本主義を保ちながらも共産主義圏の支配下に置かれることとなった。（フィンランド化、ノルディックバランスを参照）親ソ路線の外交政策の中で、サウナを通じ個人的な信頼を得るサウナ外交も行われる。フィンランドのウルホ・ケッコネンは世界的リーダーや官公吏を自身のプライベートサウナに幾度も招待した。ソ連のニキータ・フルシチョフとは、お互いに行き来しサウナを楽しんだ仲だった。
ソ連もサウナ外交を行っている。ロシアのボリス・エリツィンはサウナ愛好家で、サウナ外交を盛んに行っていた。1997年にで行われたクラスノヤルスク会談ではエリツィンが橋本龍太郎を自らが所有するダーチャに招き、中止にはなったがサウナ会談が行われる予定であった。
日本を含むフィンランド大使館にはサウナが設置されており、必要に応じて招待されている。
近年ではグローバル化と効率アップを求める声や女性の政財界への進出でサウナ外交は衰退しつつある。裸を受け付けない文化的背景を持つ人物との交渉も増えてきていることや、これまでの草の根政治を主流とした流れから専門知識を持った政治家が増え効率化が重視されていること。そしてフィンランドのサウナは男女別での裸での入浴が基本であり、女性政治家がサウナ外交を行いにくいことなどが理由とされている。フィンランド初の女性大統領であるタルヤ・ハロネンは、2005年のウラジーミル・プーチンが訪問した際、国賓をサウナに招くという習慣を初めて破っている。報道官は「ハロネン大統領はサウナは好きですが、外国の要人とは一緒に入らないというだけのことなのです」と語った。ちなみにプーチンはこの時、ハロネンの夫と一緒にサウナに入っている。

## 日本のサウナ文化

### 日本初のフィンランド式サウナ

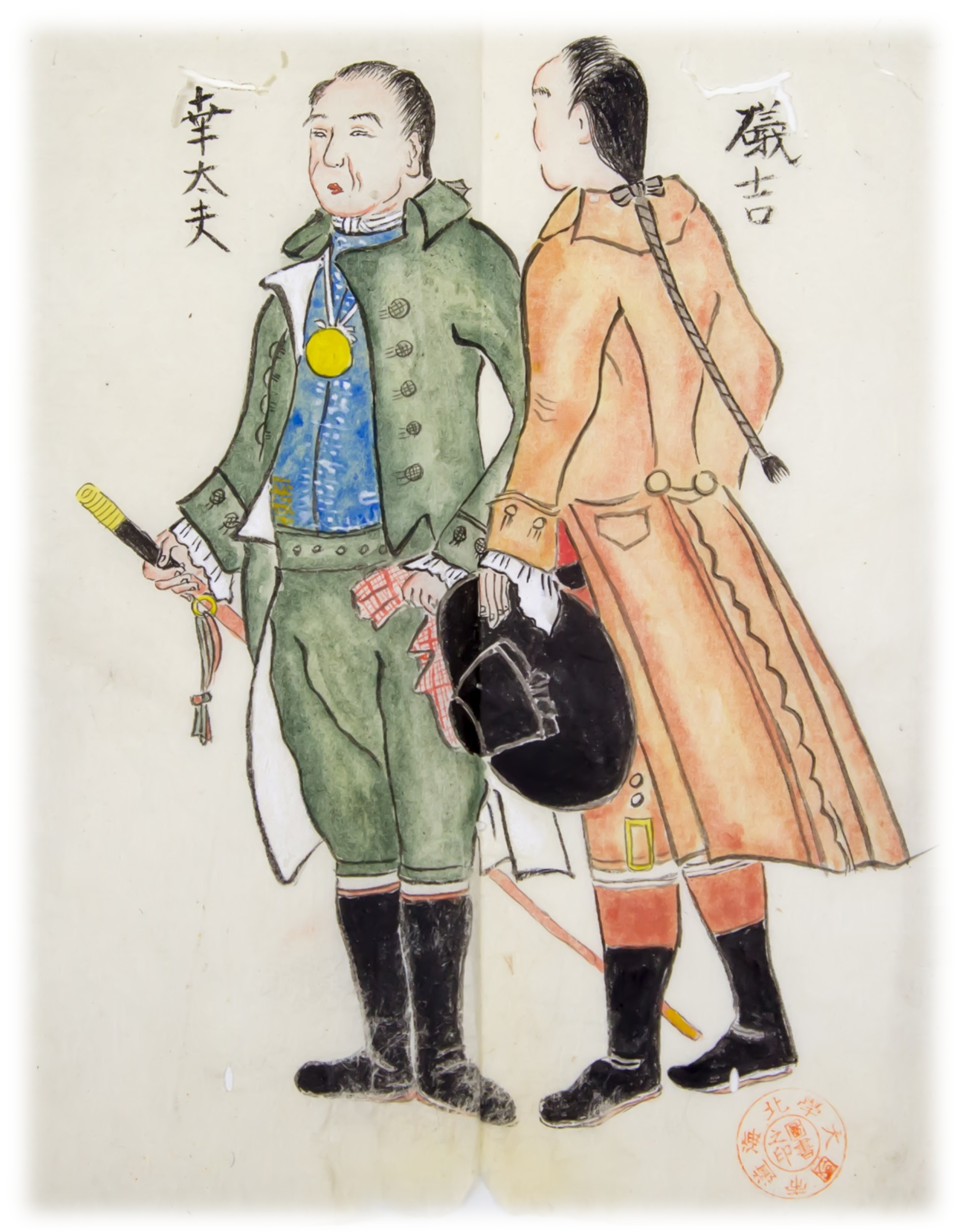
大黒屋光太夫と磯吉

1792年、北海道根室の海岸に日本で初めてのフィンランド式サウナが造られた。背景としては廻船問屋船頭の大黒屋光太夫一行が乗った船は江戸に向かう途中で漂流し、当時ロシア領であったアリューシャン列島のアムチトカ島に漂着したことがきっかけである。光太夫一行は苦難の末フィンランド出身の博物学者キリル・ラクスマンと出会い、キリルらの尽力によりツァールスコエ・セローにてエカチェリーナ2世に謁見し帰国を許される。漂流民の返還と日本との通商を目的とした遣日使節アダム・ラクスマン（キリルの次男）に伴われ1792年根室に上陸するが日本は鎖国中であり、アダムは手続きのため根室の海岸で一冬を超すことを余儀なくされた。アダムと光太夫一行はそこで日本初となるフィンランド式サウナを海岸に建て、寒さと孤独を凌いだとされている。

### 日本への普及
許斐氏利が1951年に開業した銀座の東京温泉で初めて公衆サウナが取り入れられた。許斐が1956年メルボルンオリンピックに選手として出場した際にフィンランドの選手が持ち込んだスチームサウナにヒントを得て、1961年にサウナを開設している。ただし当時フィンランド式のサウナ建築の知識や技術がなく、サウナ室の壁や床に蒸気配管を張りめぐらせて、そこに蒸気を通して部屋を暖めるというものだった。

### 第1次サウナブーム
全国的に普及し始めたのは1964年東京オリンピック後、前述のメルボルンオリンピック同様にフィンランド選手団が選手村にサウナを持ち込み注目を集めた。1966年に中山産業（株式会社メトス）が渋谷のスカンジナビアクラブにてフィンランド式のサウナを設置した。フィンランドから設計図を仕入れ作られたが、カランやお風呂など日本風の設備も併せて設置された。ロウリュウも当時から出来るようになっていたが、誤った使い方での火傷が多発し、施設側にもフィンランド式サウナの知識がなかったため1971年頃には無くなった。サウナの設置は増加し続け、1971年には都内だけで440件のサウナがあり、銭湯のサウナ設置も1969年には埼玉県内に銭湯が380軒あり、そのうちの50軒にはサウナが設置されていた。銭湯のサウナ設置急増は高度経済成長に入り家庭用風呂が普及したため、不振にあえぐ銭湯が家庭にはないサウナを取り入れていったためである。大型ホテル・旅館の共同浴場、カプセルホテル、スポーツクラブやゴルフ場など風呂を持つ施設の付帯設備としても、広まっていった。もともとある入浴文化にあわせて、サウナも楽しむことが好まれ、短時間で発汗出来る高温低湿度の乾式サウナが主流となった。銭湯を除き大半が男性専用施設であったこと、中高年男性の利用が多いゴルフ場のクラブハウスやカプセルホテルに併設されることが多かったため「サウナ＝おじさん」「中高年の楽園」といったイメージがあった。
1973年、オイルショックの影響でサウナブームは打撃を受ける。正確なデータはないが、全国で4000件近くあったサウナ施設が半減したと言われている。

### 第2次サウナブーム
1990年代からの健康ランド、スーパー銭湯、日帰り温泉などの温浴施設ブームにあわせてサウナが増加する。費用が安く・距離が近く・日程が短い「安・近・短」のレジャー施設としての需要にマッチし、参入障壁が比較的低いこともあり遊休地の活用ビジネスとしてブームとなった。温浴施設は「お風呂+α」のシンプルな構造であり、多様なサービスを合わせることで付加価値を高めていった。温浴施設開発が一巡し、話題性が低下し始めた2000年代に入ってからは岩盤浴ブームが起こり、既存の温浴施設に次々と導入されていく。韓国のチムジルバンの黄土サウナや麦飯石サウナ、専用の服を着用したまま入浴する共通点から汗蒸幕も併設されるようになる。温活や発汗によるデトックス効果が注目され女性に普及する。アウフグースも行われ始め、マッサージ、熱した薬草や香油の薫りを浴びさせるアロマテラピー、理髪店、漫画・雑誌やテレビ付きのリクライニングシートの設置、カラオケ、食堂やフードコート・BARなどの飲食スペース、美容サービスなどと組み合わせた施設もある。

### 第3次サウナブーム

#### サウナブームのきっかけ
2009年ごろのSNSブームを受け、サウナー同士がつながりサウナへの知識や入り方、ととのうといった概念が広く共有されるようになる。その中には後のサウナ大使となるタナカカツキも含まれており「サ道」のエッセイが生まれるきっかけともなる。2011年には書籍化、2016年には漫画化され、サウナに興味がなかった人たちに広めるツールとして「サ道」が活用される。サウナ施設側もSNSブームの影響を受ける。それまでサウナの知識がなかった管理人やオーナーがSNSを通じてサウナ愛好家の要望を拾い上げ、フィンランド式サウナへの更新や店づくりに活かされるようになった。
2017年には、日本最大のサウナ検索サイトの「サウナイキタイ」が立ち上がり、サウナ情報を調べることが容易となった。
2019年になると「サ道」がドラマ化され、直接的なサウナブームのきっかけとなる。特にドラマの中で取り上げられた「ととのう」という言葉がサウナブームを牽引することになる。

#### ブームの拡大

##### サウナそのものの効能と熱狂的なファンの増加
サウナでしか得られない「ととのう」体験、リラックス効果やストレス解消効果がある。ストレス・情報社会とサウナの「デジタルデトックス」「マインドフルネス」「疲労回復」などの要素と結びつきやすい。サウナでの非日常体験は熱狂的なファンを増やした。

##### メディアやインターネットを通じた情報の共有
漫画やテレビドラマ、YouTubeなどの各種メディア、サウナ好きな芸能人、著名人などのインフルエンサーによってサウナ関連の情報が広がったことで、サウナ体験のハードルが下がり、若者や女性の利用が増加した。熱量の高いユーザーのSNSでのサウナアカウント活発化やサウナ情報ポータルサイトのリリースにより、情報がスムーズに手に入るようになったこともブームを支えている。

##### 今までのパーセプションからの変化
サウナが、今までの「熱く、辛く苦しいもの・男性のもの」といったイメージから「気持ち良い、怖くない、マインドフルネス的要素」といったイメージに転換され、温浴施設も「北欧、おしゃれ、デトックス」といった新しいイメージを打ち出した施設が増加しており、それらが新規ユーザーや若者や女性の利用が増加した要因の1つとなっている。
若いユーザーが中心となりサウナグッズや独特の用語などが発生し、フィンランド等のサウナ文化の紹介などもされるようになった。一種の新興サブカルチャー化したことで「サウナ好き」であることが「文化・スタイル」化した。

##### 温浴事業者・提供者のサウナ注力、新規参入
サウナが注目を受けていることを背景に、今まで温浴施設のおまけであったサウナや水風呂をアピールすることで集客が向上した。さらにアウトドアサウナや個室のプライベートサウナ、会員制サウナなど新しいジャンルのサウナも登場する。大きな風呂を設置しない個室サウナや、アウトドアサウナはコストが低く開業可能であり、サウナ施設の新規開業で台頭し始める。
全国にある公共のサウナの総数は、サウナ検索サイトのサウナイキタイには1万件以上の施設が登録されている。銭湯文化が根づいているため、公共のサウナ施設数は世界に類を見ないほど多くなっている。日本サウナ総研による2021年の日本のサウナ実態調査では月1回以上月4回未満利用の「ミドルサウナー」は523万人、月4回以上サウナを利用する「ヘビーサウナー」は339万人である。
日本のサウナ大使はマンガ家のタナカカツキである。長嶋茂雄は2000年に日本サウナ・スパ協会（当時は社団法人日本サウナ協会）の日本サウナ文化賞を受賞している。

### ととのう
「ととのう」とはサウナ愛好家のブロガー・濡れ頭巾ちゃんが提唱した、サウナ入浴後の多幸感を言語化した用語で、当初は「整う」と漢字表記であった。ととのうが現れるまで、この状態は恍惚、サウナトランス、ニルヴァーナ（涅槃）などと呼ばれていた。タナカカツキがSNSでととのうという言葉を見つけ、自身の作品である『サ道』でピックアップした。
日本サウナ学会の加藤容崇は、医学的にととのいとは「血中には興奮状態の時に出るアドレナリンが残っているのに、自律神経はリラックス状態の副交感神経優位になっている稀有な状態」としている。「サウナ→水風呂→外気浴」を繰り返すことで普段では得られない副交感神経優位となり、アドレナリンやノルアドレナリン、エンドルフィンも短い時間であるが共存している。外気浴中は体はリラックスしているが頭は冴えて多幸感に包まれている状態となると著書で説明している。
フィンランド語や英語ではサウナ後の多幸感を表す言葉は無く、日本生まれのサウナ用語として紹介されている「まるで天然の麻薬のような、サウナがもたらす多幸感やリフレッシュした気分を意味する」と、フィンランドの公共放送ニュースで紹介されたのは、日本で生まれたサウナ用語、“ととのう（TOTONOU）”だ。
ユーキャン新語・流行語大賞2021にととのうがノミネートされる。

#### サウナの日（3月7日）
公益社団法人サウナ・スパ協会が、1984年に語呂合わせでサウナの日として、3月7日を日本記念日協会に登録した。

#### ととのえの日（11月11日）
サウナー専門ブランド「TTNE PRO SAUNNER」を運営するTTNE株式会社がサウナでの「ととのえ」体験を通して健やかに過ごしてもらうことが目的で、「1」がきれいに4つ並び1年でいちばんととのった日と思われる11月11日を日本記念日協会に登録した。

## 効能
サウナ浴の効能には温水浴と同等の効能があり、全身の血行促進と気分転換の作用がある。
2018年の調査で13のランダム化比較試験 (RCT) が見つかり、9研究は心不全に対する和温療法で比較された標準治療よりも指標を改善し、2研究は慢性疼痛に対するRCTでは頭痛の減少および職場復帰の増加が見出され、2研究は風邪の人で大きな効果はなかった。ランダム化比較試験より証拠の信頼性は弱いが、フィンランドでサウナを頻繁に利用する2315人の20年以上の前向き追跡調査では、認知症66 ％・アルツハイマー病65 %のリスク低下、心臓関連の突然死の63 %の減少、全死因の40 ％のリスク減少が見られている。十数人の予備研究では、リウマチや強直性脊椎炎の痛みや倦怠感の減少、2研究は慢性疲労症候群に対するRCTで倦怠感や不安な気分などを改善し、覚醒剤の解毒では症状の減少を示し、脂溶性の毒（PCB、残留性有機汚染物質のひとつ）ではサウナの効果はなかった。高温による精子数の減少とサウナ停止半年後に正常化したこと、40研究中6研究では軽度の副作用の報告があり、ほかの1研究では熱に耐えられないとして温度低下の変更があり、閉所恐怖症のため中止した例が1件あった。尚、この実験はフィンランド式サウナのロウリュであり、密閉空間に焼石にて室温を上げ熱気を充満させ湿度が10 - 15 %、室温は80 - 90 %で汗が出始めてから焼石に水をやり湿度を70 %まであげる。湿度が急激に上がることにより発汗を促し白樺の枝葉で皮膚にさらに刺激を加える入浴法である。一方、日本のサウナは100 ℃の乾式サウナなのでサウナ室に入ると心拍が急に上がるのが分かりサウナといえ実験方法が全く違うことに留意したい。
シドニー大学が1984年に発表した研究では、85 ℃湿度10 %のドライサウナ室に20分入った場合、精子数が約2/3も減少し、5週間後に正常に戻った。精子の形態異常も一部確認されたが6週間後に正常に戻った。1998年にタイにおいて報告された研究結果では、80 - 90 ℃のサウナに30分2週間毎日入った場合、精子の移動速度の低下がサウナ直後に確認された。だが1週間後には正常に戻っている。
通常の入浴では、鼻アレルギーの症状改善は湯から出た直後のみだが、ミストサウナでは90分後でも改善効果が見られた。
通常のサウナを定期的に使用している場合、そうでない人よりも表皮バリア機能と角質水分量が良い。

### 排出
排出されるミネラル成分は人体の生命活動に必要不可欠で、過度な発汗により慢性疲労や熱中症の原因になりやすく、発汗に際して充分な水分補給とミネラル補給が必要である。過剰な利用は危険がある。サウナは汗中の鉛の排泄量を増加させた、とする研究がある。
サウナによる発汗でデトックス効果があると言われていたが、近年の研究ではポリ塩化ビフェニル (PCB) など体脂肪に蓄積する残留性有機汚染物質は汗からはほとんど出ない。食生活からとりこんだうちの0.02 %だと述べている。1日に2リットルの汗をかいたとしても、それらの汚染物質は0.1ナノグラム (0.00000001グラム) 以下で、1日に多く発汗しても1 %に満たない。 PCBなどダイオキシン類は脂溶性で、主な排泄経路は糞と皮脂である。汗から排泄される物質は以下の排泄節を参照。

## 和温療法
鄭忠和（てい ちゅうわ）は、1989年、鹿児島の病院で心臓病末期の患者の願いをかなえるため、心電図などを見ながら注意して毎日温泉の湯に入れることになったが、次第に心不全の症状が軽快していくことを目の当たりにした。データもとっていたが、湯の水圧は注意が必要なほど心臓の内圧を高めるため、通常より低い 60 度のサウナを利用して心不全に対する治療法となった。研究報告を続けるがなかなか認知されず、2007年にはなごみとぬくもりを意味する「和温療法」と命名、日本の2010年版『慢性心不全治療ガイドライン』には補助療法として記載された。血管内皮機能を改善し、酸化ストレスを低下させ、心不全の予後改善、不整脈改善効果があり、閉塞性動脈硬化症や動脈硬化危険因子のある生活習慣病の人の治療にも期待される。

## 事故
日本ではサウナ浴に関する事故情報が記録されている。事故の発生件数は、2014年度から2021年度までは平均して4件程度であったが、2022年度以降は10件程度と増加傾向にある。受傷内容は火傷、切り傷・擦り傷、骨折・打撲などが約9割を占めている。2024年においては、4月までで事故78件、怪我82人、死亡事故2件と事故が増加しており、消費者庁が注意喚起をした。

### 事故例
2010年8月にフィンランドで行われた世界サウナ選手権で、決勝に進出した2人のうちの1人であるロシア人が死亡。もう1人の決勝進出者で、前回大会の優勝者のフィンランド人も、体調不良を訴え病院へ搬送された。ルールは摂氏110度のサウナでの耐久時間を競うもので、決勝戦は開始から約6分後に中断されたが、両者ともにドアを開けた瞬間に倒れたとされる。
2012年4月、TOKIOの松岡昌宏(当時35歳)がサウナに入り脱水症状で気分が悪くなり、緊急搬送されている。
2015年、俳優の加藤武(86歳)がサウナの入浴直後に倒れ死亡。死因は、心疾患であった。
2016年11月、プロレスラーの永源遥(70歳)が、サウナの入浴直後に急性心筋梗塞により死亡。
2017年4月、チェコ北部の町で、65歳と45歳の母娘が、貸し農園に設置された友人の家庭用サウナで死亡。ドアの窓をたたき割ろうとした形跡があり、ドアの取っ手が壊れ、1時間半前後閉じ込められていたものとみられている。
2017年10月、大相撲の二所ノ関親方(当時60歳)がサウナ中に倒れ、少し休んだ後、自転車での帰り道で再び転倒し頭部を強打し、一時は意識不明の重体となった。その後、回復している。
2018年5月16日に急性心不全により63歳で亡くなった西城秀樹は、2003年と2011年に脳梗塞を発症しており、頻繁なサウナ通いに原因があったのではないかと言われている。
2023年6月10日、日光国立公園内のサウナ施設で、25歳の公務員の男性客が、サウナ後に近くの冷水浴用の池に入り溺死した。池は長径約100m、短径約40mの楕円型であり、死亡した男性は深さ3mの水中から引き上げられた。
2024年6月10日、タイ中部にある有名なフィットネスセンターのサウナ室で、68歳の女性が死亡。結果的に発見されるまで約4～5時間サウナ室にいたと見られる。

## 無形文化遺産
ユネスコの無形文化遺産に、エストニア ヴォル県のスモーク・サウナの伝統、フィンランドのサウナ文化が登録されている。
ユネスコは「フィンランドのサウナ文化は、大半の人々の生活に欠かせないもの」であると表明。サウナ文化は「単に体を洗うことにとどまらない。サウナで人々は体と心を清め、内面の安らぎの感覚を抱く」と説明した。

## その他
フィンランド・ヘルシンキをはじめとしたサウナが普及している国や地域では、動画共有サイトYouTubeに利用方法をまとめた動画や体験記を投稿している人が多い。

## サウナを題材とした作品、メディア等

### 海外
- 映画　Smoke Sauna Sisterhood（2022年　監督：アンナ・ヒント　制作国：エストニア、フランス、アイスランドの合作[86]）
- 映画　サウナのあるところ（2019年　監督：ヨーナス・バリヘル、ミカ・ホタカイネン　製作国：フィンランド[87]）
- 映画　247°F（2011年　監督：レヴァン・バキア、ベカ・ジュブリア　制作国：グルジア）
- TV番組　Vantos lapas（2014年 ‐　制作国：リトアニア[88]）

### 国内
映画
- サウネ（2022年　監督：松居大悟、短編映画プロジェクト「MIRRORLIAR FILMS Season3」の9作品の一つとして制作される[89]）

TV番組・ドラマ
- サ道（テレビ東京・ドラマ25、2019年）
- サウナーーーズ ～磯村勇斗とサウナを愛する男たち～(ＷＯＷＯＷ[90]、2020年3月‐）
- サウナーマン〜汗か涙かわからない〜（朝日放送テレビ、2019年）
- サウナぼっち。（RCC[91]、2021年5月 - 8月）
- サウナを愛でたい（BS朝日、2020年4月 - ）
- 地球風呂（テレビ東京[92]、2022年1月16日）
- ＆sauna（北海道文化放送[93]、YouTube配信、2020年3月 - ）
- 私をサウナに連れてって （テレビ東京[94]、2021年1月 ‐ ）
- 旅するサウナ（BS-TBS[95]、2021年3月 - ）
- サウナMAP（テレビ西日本[96]、2022年2月）
- サバンナ高橋の、サウナの神さま（TOKYO-MX、2021年10月 - ）
- サウナ女子が教えるサ活のサ（静岡第一テレビ[97]、2023年4月 - ）

ラジオ番組
- マグ万平ののちほどサウナで（北陸放送、YouTube配信、2019年4月 - ）
- 清水みさとの、サウナいこ？（Audee配信、2020年3月 -  / JFN系ネット、2021年4月 - ）
- サウナどっとこむ（CTY-FM、FMとよた、YouTube配信、2021年4月 ‐ ）

漫画
- 「さうのあっ!」 （まんがタイムきららMAX、2023年 - 2025年）

音楽
- 「SAUNA PARTY」なかねかな
- 「サウナ」ベリーグッドマン
- 「Sauna」Vulfpeck
- 「サウナ好きすぎ」Cornelius
- 「GO★GO‼︎サウナ」ゆず
- 「SAUNA SONG」DISH//、Lucky Kilimanjaro
- 「ザ・サウナ」RHYMESTER
- 「TONTTU」マカロニえんぴつ
- 「モイモイサウナ」フィンランド（Axis powers ヘタリアキャラクターCDとして、CV水島大宙)
- 「万平サウナ音頭」マグ万平
- 「We are SAUNNER」純烈

### 書籍
- 加藤容崇『医者が教えるサウナの教科書――ビジネスエリートはなぜ脳と体をサウナでととのえるのか？』ダイヤモンド社、2020年3月、ISBN 978-4-478-11031-7
- こばやしあやな『公衆サウナの国フィンランド: 街と人をあたためる、古くて新しいサードプレイス』学芸出版社、2018年12月、ISBN 978-4-7615-2694-8
- 石野 裕子『物語 フィンランドの歴史 - 北欧先進国「バルト海の乙女」の800年』、2017年10月、ISBN 978-4-12-102456-5
- 沼尻良『サウナをつくろう：設計と入浴法の全て』建築資料研究社、1992年5月、ISBN 4-87460-351-3

### WEB
- 公益社団法人 日本サウナ・スパ協会
- サウナイキタイ
- Saunology
- 日本サウナ総研　一般社団法人日本サウナ・温冷浴総合研究所

## 符号位置
| 記号 | Unicode | JIS X 0213 | 文字参照            | 名称                  |
| ---- | ------- | ---------- | ------------------- | --------------------- |
| 🧖   | U+1F9D6 | -          | &#x1F9D6; &#129494; | PERSON IN STEAMY ROOM |

### 結合文字
| 記号 | Unicode                               | sequence        | 名称                                          |
| ---- | ------------------------------------- | --------------- | --------------------------------------------- |
| 🧖🏻   | U+1F9D6;U+1F3FB;                      | 🧖 🏻             | person in steamy room: light skin tone        |
| 🧖🏼   | U+1F9D6;U+1F3FC;                      | 🧖 🏼             | person in steamy room: medium-light skin tone |
| 🧖🏽   | U+1F9D6;U+1F3FD;                      | 🧖 🏽             | person in steamy room: medium skin tone       |
| 🧖🏾   | U+1F9D6;U+1F3FE;                      | 🧖 🏾             | person in steamy room: medium-dark skin tone  |
| 🧖🏿   | U+1F9D6;U+1F3FF;                      | 🧖 🏿             | person in steamy room: dark skin tone         |
| 🧖‍♂️   | U+1F9D6;U+200D;U+2642;U+FE0F;         | 🧖[ZWJ]♂[VS16]  | man in steamy room                            |
| 🧖🏻‍♂️   | U+1F9D6;U+1F3FB;U+200D;U+2642;U+FE0F; | 🧖 🏻[ZWJ]♂[VS16] | man in steamy room: light skin tone           |
| 🧖🏼‍♂️   | U+1F9D6;U+1F3FC;U+200D;U+2642;U+FE0F; | 🧖 🏼[ZWJ]♂[VS16] | man in steamy room: medium-light skin tone    |
| 🧖🏽‍♂️   | U+1F9D6;U+1F3FD;U+200D;U+2642;U+FE0F; | 🧖 🏽[ZWJ]♂[VS16] | man in steamy room: medium skin tone          |
| 🧖🏾‍♂️   | U+1F9D6;U+1F3FE;U+200D;U+2642;U+FE0F; | 🧖 🏾[ZWJ]♂[VS16] | man in steamy room: medium-dark skin tone     |
| 🧖🏿‍♂️   | U+1F9D6;U+1F3FF;U+200D;U+2642;U+FE0F; | 🧖 🏿[ZWJ]♂[VS16] | man in steamy room: dark skin tone            |
| 🧖‍♀️   | U+1F9D6;U+200D;U+2640;U+FE0F;         | 🧖[ZWJ]♀[VS16]  | woman in steamy room                          |
| 🧖🏻‍♀️   | U+1F9D6;U+1F3FB;U+200D;U+2640;U+FE0F; | 🧖 🏻[ZWJ]♀[VS16] | woman in steamy room: light skin tone         |
| 🧖🏼‍♀️   | U+1F9D6;U+1F3FC;U+200D;U+2640;U+FE0F; | 🧖 🏼[ZWJ]♀[VS16] | woman in steamy room: medium-light skin tone  |
| 🧖🏽‍♀️   | U+1F9D6;U+1F3FD;U+200D;U+2640;U+FE0F; | 🧖 🏽[ZWJ]♀[VS16] | woman in steamy room: medium skin tone        |
| 🧖🏾‍♀️   | U+1F9D6;U+1F3FE;U+200D;U+2640;U+FE0F; | 🧖 🏾[ZWJ]♀[VS16] | woman in steamy room: medium-dark skin tone   |
| 🧖🏿‍♀️   | U+1F9D6;U+1F3FF;U+200D;U+2640;U+FE0F; | 🧖 🏿[ZWJ]♀[VS16] | woman in steamy room: dark skin tone          |

- ZWJは、ゼロ幅接合子で、符号を接合し、新たな表示文字を作成する指定。
- VS16は、異体字セレクタ16で、符号を絵文字スタイルにする指定。